# Basta Mafia!
Basta Mafia! — восьмой студийный альбом молдавской рок-группы Zdob şi Zdub, выпущенный 27 января 2012 года. Кроме текста песен на английском языке кардинально изменилось звучание группы. Вот что Роман Ягупов говорит об альбоме:
Можно сказать двояко об этом альбоме: это не «Здоб ши Здуб», а что-то новое. Этот альбом - эксперимент.

## Список композиций
| №   | Название              | Длительность |
| --- | --------------------- | ------------ |
| 1.  | «Basta Mafia»         | 3:28         |
| 2.  | «Running»             | 4:17         |
| 3.  | «Eternal Kiss»        | 4:10         |
| 4.  | «Gipsy Life»          | 5:06         |
| 5.  | «We are free»         | 3:46         |
| 6.  | «Maria»               | 4:02         |
| 7.  | «Haiduk»              | 3:11         |
| 8.  | «Trece Vremea Omului» | 3:20         |
| 9.  | «Nistru»              | 5:15         |
| 10. | «Good Bye»            | 5:05         |
| 11. | «FSSO»                | 5:05         |
| 12. | «The holy fuel»       | 3:12         |
| 13. | «So lucky»            | 3:50         |

## Участники записи
- Роман Ягупов — вокал
- Михай Гынку — бас-гитара
- Святослав Старуш — гитара
- Андрей Чеботарь — барабаны
- Валерий Мазылу — труба
- Виктор Дандеш — тромбон